# Berresfordia khamiesbergensis
Berresfordia es un género monotípico de planta suculenta perteneciente a la familia Aizoaceae. Su única especie: Berresfordia khamiesbergensis L.Bolus es originaria de Sudáfrica.

## Taxonomía
Berresfordia khamiesbergensis fue descrita por la L.Bolus, y publicado en Notes Mesembrianthemum 2: 313. 1932.